# Jeannette Pualuan
Jeannette Mabel Pualuan Vivanco (Collipulli, Novena Región, Chile, 1970) es una cantante y compositora chilena. Ha sido reconocida en el medio artístico por su participación en el grupo musical Mamma Soul, así como por su destacada carrera solista. Participó como Jurado en el programa de televisión Rojo: Fama Contra Fama (Televisión Nacional de Chile), y ha compuesto la banda sonora de diversas películas y obras de teatro.

## Inicios y Estudios
Comienza su formación musical a los ocho años, estudiando guitarra popular y folklore con Luis Castillo, integrante del célebre dúo chileno Los Perlas. A los 12 años, empieza sus estudios de guitarra clásica con Enrique Kanlisky, en la Universidad de Chile. En 1987, ingresa a la Escuela Experimental Artística para estudiar teatro y perfeccionar sus estudios de guitarra clásica. Al año siguiente entra a la carrera de Licenciatura en Música en la Universidad de Playa Ancha, en la ciudad de Valparaíso, donde se encuentra con su vocación de compositora; y en 1989 gana el primer lugar como solista en el Certamen de Composición de esta Universidad. En 1990 comienza sus estudios de composición en la Escuela Moderna, de donde egresa ocho años después. Jeannette complementa este proceso de formación con una intensa actividad profesional y con estudios de canto popular, con Inés Délano, y canto lírico, con la profesora Katherine Heuffman.

## Trayectoria
En 1992, Jeannette Pualuan da inicio a su carrera como solista, y en 1994 escribe el sencillo Súbete a mi Nube para el disco compilado Con el corazón Aquí II, de la ATR. Dos años más tarde, su sencillo Ra es programado con alta rotación en Radio Zero, en el escuchado Programa “Cuerdas Locales”.
En 1997, Jeannette es convocada por el conocido fotógrafo Roberto Edwards para realizar la banda sonora del proyecto “Cuerpos Pintados”, que va a cambiar la historia de la plástica en nuestro país. En su labor como productora artística de este proyecto artístico, Jeannette formó durante cinco años una biblioteca única, con más 5 mil sonidos humanos, y participó en la banda sonora con temas de su autoría. Uno de ellos, Ecos de un planeta, fue estrenado el año 2000 en el Museo de Historia Natural de Nueva York.
En 1999, Jeannette ingresa a la banda musical Mamma Soul. Ese año, el grupo participa en el disco tributo a Los Prisioneros, interpretando el tema Estrechez de Corazón, y el 2001 graban la canción «Volver a los 17» para el disco homenaje a Violeta Parra.
El 2001, Jeannette graba junto a Mamma Soul el álbum FE. Ese año, la banda recibe el premio de la Asociación de Periodistas de Espectáculos (APES) al Mejor Grupo Rock Pop. El año 2002 ganan el premio ALTAZOR a Mejor Grupo Pop Rock, y, también ese 2001, Mamma Soul es nominada al Grammy Latino a Mejor Dúo o Grupo Vocal, y a los premios MTV, por el Mejor video (“Fe”).
El año 2003 entran al estudio junto a Palmenia Pizarro para grabar una nueva versión del clásico tema En Vano, incluido en el disco Generaciones, editado por Sony Music ese mismo año.
En paralelo, Jeannette también crea música para el cine y el teatro. En el año 2000 compone, junto a Diego de Las Heras, la banda sonora de la película ‘La Fiebre del Loco', del director Andrés Wood. El 2001, participa en la banda sonora del cortometraje de Verónica Quenze “Historia de dos mujeres”, y el 2003, colabora en la musicalización de la obra teatral “Los Jubilados”.
El 2003, Jeannette se retira de Mamma Soul y comienza a desarrollar proyectos independientes. Tiene una destacada participación como jurado en el programa de TVN “Rojo: Fama contra Fama”, y se incorpora al cuerpo docente de la Escuela Moderna como profesora de Audición Dirigida y Taller de Letras.
En enero de 2005, Jeannette Pualuan lanza su carrera como solista con su disco Salvamialma . Esta producción independiente (Dale producciones) presenta un concepto innovador, en el cual se fusionan elementos electrónicos con las raíces del folklore latinoamericano.
Las letras recogen temáticas actuales y nos conducen por las emociones del ser humano en la experiencia de la pérdida. Las melodías, por su parte, recogen los sonidos más propios de nuestra América, tratados con un toque moderno que permite al auditor acoger esta nueva propuesta.
El primer sencillo de esta placa es Por no creer, este acompañado de un videoclip dirigido por José Porte, mezcla elementos electrónicos con sonidos étnicos, incorpora tablas hindúes y agrega otros atractivos elementos que forman una propuesta sólida, que resultará muy llamativa tanto para la crítica como para el público.

## Discografía

### Solista
- Salvamialma (2005)

### Mamma Soul
- Fé (2001)
- Raza (2012)

### Recopilaciones y otros
- Música del Cuerpo (1997), banda sonora del proyecto Cuerpos Pintados.
- Tributo a los Prisioneros (1999), canción "Estrechéz de corazón"
- Tributo a Violeta Parra (2001), canción "Volver a los 17".
- Generaciones (2003), junto a Palmenia Pizarro.
- Mi Puente (2021). Single promocional